# 85 Io
Io (asteroide 85) é um asteroide da cintura principal com um diâmetro de 154,79 quilómetros, a 2,14262035 UA. Possui uma excentricidade de 0,19254983 e um período orbital de 1 578,83 dias (4,32 anos).
Io tem uma velocidade orbital média de 18,28428564 km/s e uma inclinação de 11,96574754º.
Este asteroide foi descoberto em 19 de Setembro de 1865 por Christian Peters. Seu nome vem da personagem da mitologia grega Io.